# Lake Helen
Lake Helen é uma cidade localizada no estado americano da Flórida, no condado de Volusia. Foi incorporada em 1888.

## Geografia
De acordo com o United States Census Bureau, a cidade tem uma área de 11,7 km², onde 11,4 km² estão cobertos por terra e 0,3 km² por água.

### Localidades na vizinhança
O diagrama seguinte representa as localidades num raio de 16 km ao redor de Lake Helen.

## Demografia
Segundo o censo nacional de 2010, a sua população é de 2 624 habitantes e sua densidade populacional é de 229,22 hab/km². Possui 1 282 residências, que resulta em uma densidade de 112 residências/km².